# Franciszek Kawka
Franciszek Kawka (ur. 20 sierpnia 1948 w Wirkach) – polski poeta, prozaik i publicysta.

## Życiorys
Franciszek Kawka od końca lat 60. XX w. zajmował się twórczością i działalnością związaną z poezją. Uczestniczył w Kłodzkich Wiosnach Poetyckich. Pełnił funkcję prezesa Koła Młodych we Wrocławiu oraz był członkiem Wałbrzyskiego Klubu Młodych Pisarzy. Publikował w następujących czasopismach: „Informatorze Kulturalnym Województwa Wałbrzyskiego”, „Kulturze Dolnośląskiej”,  „Roczniku Świdnickim”, „Trybunie Wałbrzyskiej”. Laureat nagród i wyróżnień w turniejach poetyckich, m.in. o „Złotą Lampkę Górniczą” w Wałbrzychu (1972; 1973 – II nagroda), o „Laur Arki” we Wrocławiu (1973 – I nagroda) oraz w „Turnieju Jednego Wiersza”, który ogłoszono w trakcie Wałbrzyskich Ścieżek Literackich (1988 – I nagroda). Autor tomu poezji „Fatum błędu” (Świdnica, 1994). 
Jego żoną była poetka Danuta Saul-Kawka.